# Article 7 de la Charte canadienne des droits et libertés
L'article 7 de la Charte canadienne des droits et libertés est l'article de la Charte des droits de la Constitution du Canada qui protège l'autonomie et les droits juridiques personnels d'un individu contre les actions du gouvernement. Cette disposition de la Charte fournit à la fois des droits procéduraux et des droits substantiels. Son application dépasse de loin la simple protection du droit à un traitement équitable devant la loi, et dans certaines circonstances a touché à des questions majeures de politique nationale comme le droit à l'assistance sociale et les soins de santé publics. Par conséquent, cette disposition de la Charte s'est révélée quelque peu controversée.
Il existe trois types de protection dans cet article, spécifiquement : le droit à la vie, à la liberté, et à la sécurité de la personne. La restriction de ces droits est seulement constitutionnelle si elle ne viole pas le principe de justice fondamentale.

## Texte
Sous la rubrique Garanties juridiques, l'article se lit comme suit :

« 7. Chacun a droit à la vie, à la liberté et à la sécurité de sa personne; il ne peut être porté atteinte à ce droit qu'en conformité avec les principes de justice fondamentale. »

— Article 7 de la Charte canadienne des droits et libertés

## Application
La formulation de l'article 7 indique qu'il s'applique à « chacun ». Ceci inclut toute personne se trouvant au Canada, incluant les non-citoyens. Il ne s'applique toutefois pas aux personnes morales.
Les droits garantis à l'article 7 peuvent également être violés par les actions de tiers autres qu'un gouvernement canadien. Le gouvernement n'a qu'à être un participant ou un complice de l'action violant le droit, là où la violation serait une conséquence raisonnablement prévisible de l'action gouvernementale.
L'article 7 ne confère toutefois pas de droits positifs et n'impose aucune obligation positive sur le gouvernement.

## Vie
On trouve d'abord à l'article 7 le droit à la vie, qui de façon très générale est le droit d'être en vie. L'impact juridique de cette disposition a été minime (les arguments voulant que le fœtus a le droit à la vie, ce qui aurait interdit l'avortement, furent rejetés dans Borowski c. Canada (Procureur général) (1989) à cause de leur caractère théorique), mais la vie a été discutée à fond par la Cour suprême dans l'affaire Rodriguez c. Colombie-Britannique (Procureur général) (1993). Dans cette affaire, la Cour rejette l'argument que le droit au contrôle de son corps, déduit de la sécurité de la personne, surpasse le droit à la vie et justifie ainsi l'euthanasie. Comme l'a écrit la Cour, c'est une croyance « profondément enracinée dans notre société que la vie humaine est sacrée ou inviolable, » et par conséquent la sécurité de la personne ne peut inclure un droit au suicide ; le suicide détruit la vie et est donc dommageable par nature.

## Liberté
On retrouve, en second lieu, le droit à la liberté, qui protège la liberté d'un individu d'agir sans contrainte physique (par exemple, l'emprisonnement serait une violation du droit à la liberté à moins d'être en conformité avec la justice fondamentale). Toutefois, ce droit a été élargi pour inclure le pouvoir de faire d'importants choix personnels. La Cour l'a décrit comme touchant à « l’essence même de ce que signifie le fait d’être une personne humaine autonome dotée de dignité et d’indépendance eu égard aux sujets qui peuvent à juste titre être qualifiés de fondamentalement ou d’essentiellement personnels. » En d'autres termes, le concept dépasse les simples contraintes imposées par le gouvernement et va au cœur même de l'existence humaine.
La liberté de choix est probablement un droit individuel uniquement, et non un droit familial ou syndical également. Dans l'affaire B. (R.) c. Children's Aid Society (1995), lors duquel deux parents ont tenté de bloquer un certain traitement médical pour leur enfant pour des raisons religieuses, il fut affirmé que l'aspect du libre choix dans le droit à la liberté garantissait le respect de la vie familiale privée. Cet argument se fondait sur la jurisprudence américaine, mais la Cour suprême a fait valoir que l'article 7 de la Charte contient des droits individuels, qui ne peuvent donc pas être des droits familiaux. Cependant, conscients de la présence de choix dans la situation familiale, la Cour suprême était divisée sur la question si oui ou non le libre choix était violé. De même, dans I.L.W.U. c. La Reine (1992) la Cour suprême a mis l'accent sur la nature individuelle de l'article 7 pour rejeter que la liberté des membres d'un syndicat incluait un droit de grève au syndicat lui-même. La Cour a également affirmé que les grèves sont des questions socio-économiques qui ne concernent pas le système judiciaire, et que l'article 7 se préoccupait du système judiciaire.
Les libertés non mentionnés par l'article 7 comprennent la liberté de religion et la liberté d'expression, garantis de manière plus spécifiques par l'article 2 de la Charte, la liberté de voter, qui est garanti par l'article 3, et la liberté de se déplacer à l'intérieur du Canada, d'y entrer et de le quitter, cette liberté étant garantie par l'article 6.

## Sécurité de la personne
On retrouve en troisième lieu le droit à la sécurité de la personne, qui comprend les droits de son corps
et de sa santé et la protection de l'intégrité psychologique d'un individu, c'est-à-dire que ce droit protège contre les atteintes graves à l'état mental d'un individu par le gouvernement.

## Principes de la justice fondamentale
Les trois droits garantis à l'article 7 peuvent être supprimés dans les cas où la loi restrictive est « en conformité avec les principes de justice fondamentale. » Autrement dit, cela signifie que des valeurs fondamentales existent dans le système judiciaire qui l'emportent sur ces droits pour le bien commun. Ces principes comprennent la justice naturelle, et depuis le Renvoi sur la Motor Vehicle Act (C.-B.) en 1985, elles comprennent également des garanties substantielles, incluant les autres garanties juridiques de la Charte (par exemple, la protection contre les fouilles et les saisies abusives garantie à l'article 8, et contre les traitements cruels ou inusités à l'article 12, font également partie de la justice fondamentale à l'article 7). Les autres « principes » sont déterminés par la cour et forment la base du système judiciaire canadien :

## Comparaison avec d'autres instruments de droits de la personne
La Déclaration des droits américaine garantit également le droit à la vie et à la liberté en vertu du Cinquième amendement, et la Constitution des États-Unis d'Amérique garantit également ces droits sous le Quatorzième amendement. Au Canada, avant l'entrée en vigueur de la Charte, la Déclaration canadienne des droits garantissait les droits à la vie, la liberté et la sécurité de la personne, mais toutes ces lois imposent à ces droits les restrictions du due process (traitement équitable) plutôt que de la justice fondamentale, qui est interprétée de manière plus généreuse.
Une différence importante est que les cinquième et quatorzième amendements américains ajoutent le droit à la propriété privée ; la Déclaration canadienne ajoute la «  jouissance de ses biens. » L'exclusion à l'article 7 d'un droit prévu dans les lois équivalentes est considéré comme importante, et ainsi le droit à la propriété privée n'est même pas déduit des droits de liberté et de sécurité de la personne.
Certains estiment que l'article 7 devrait également protéger la propriété privée. En 1981, le Parti progressiste-conservateur a suggéré que l'article 7 soit modifié pour inclure la protection de la « jouissance de ses biens. » Certains gouvernements provinciaux, dont celui de l'Île-du-Prince-Édouard, ainsi que le Nouveau Parti démocratique, se sont opposés à ce changement. Le NPD était d'avis que si le droit à la propriété était enchâssé dans la Charte, d'autres droits économiques et sociaux devraient y être ajoutés également. En septembre 1982, après l'entrée en vigueur de la Charte, le gouvernement de la Colombie-Britannique a approuvé une résolution modifiant l'article 7 pour y inclure la protection de la propriété privée ; cet amendement ne fut toutefois pas adopté.

## Source
- (en) Cet article est partiellement ou en totalité issu de l’article de Wikipédia en anglais intitulé « Section Seven of the Canadian Charter of Rights and Freedoms » (voir la liste des auteurs).